# Geejgarh
Geejgarh fou un estat tributari protegit, una thikana feudatària de Jaipur, governada per un thakur rapjput rathor del clan Champawat. L'estat es va fundar el 1774, quan Thakur Shyam Singh, fill jove de Rajshri Thakur Devi Singh de Pokhran va derrotar a la casa de rajputs chauhans de Geejgarh en una batalla i va imposar la seva autoritat a l'estat.

## Llista de thakurs
- Thakur Shyam Singh 1774-1793
- Thakur Umed Singh 1793-? (fill)
- Thakur Bharat Singh ?- abans de 1837 (fill adoptiu, nascut Kunwar Bharat Singh, fill de Thakur Indra Singh)
- Thakur Jhujar Singh ?-1878 (fill adoptiu, fill biològic de Thakur Takhat Singh de Daspan
- Thakur Kanh Singh 1878-1901 (fill)
- Thakur Khushal Singh 1901-1950 (fill adoptiu, bascut Kunwar Khushal Singh, tercer fill de Rao Bahadur Thakur Mangal Singh de Pokhran, +1960)